# Helophilus continuus
Helophilus continuus är en tvåvingeart som beskrevs av Friedrich Hermann Loew 1854. Helophilus continuus ingår i släktet kärrblomflugor, och familjen blomflugor. Inga underarter finns listade i Catalogue of Life.